# Frontera Militar

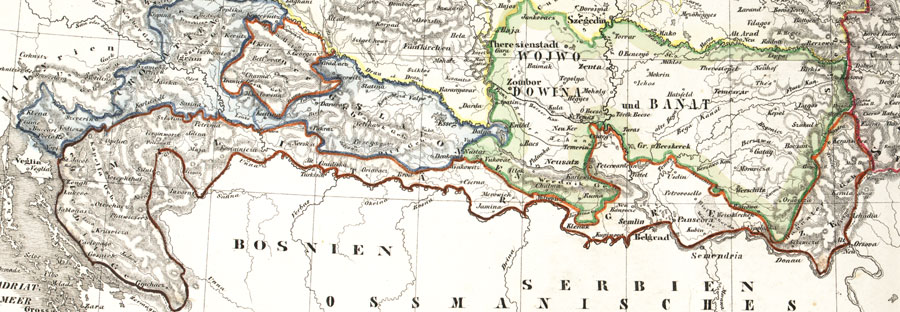
Mapa de la Frontera Militar o Militärgrenze (rodeada en rojo). Al sur territorios del Imperio otomano, y al norte dominios del Imperio austrohúngaro.

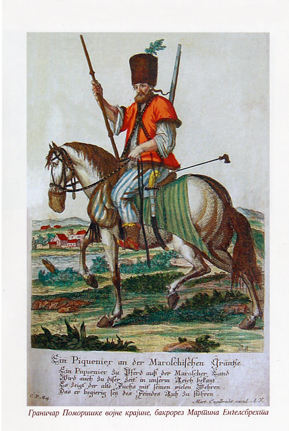
Hombre de la frontera de Pomorišje, primera mitad del.

La Frontera Militar (en las distintas lenguas del Imperio Hasbsburgo: en serbocroata: Vojna Krajina / Војна Крајина, en alemán: Militärgrenze, en italiano: Confiniaria militaria, en húngaro: Határőrvidék, en rumano: Graniță militară) en ocasiones citada simplemente como Krajina, fue una tierra fronteriza del Imperio Habsburgo que actuó como cordón sanitario contra el Imperio otomano desde la Edad Media hasta finales del siglo XIX.

## Historia

### Guerras contra los otomanos
La expansión del Imperio otomano en Europa supuso el repliegue de la frontera del Reino de Hungría (tras la derrota de la Batalla de Mohács, regido por los Habsburgo) hacia el norte, perdiéndose así numerosas tierras croatas.
En 1435, en un intento de reforzar las defensas contra el Imperio otomano y la República de Venecia, el emperador Segismundo fundó tabores, campamentos militares en Croacia, Eslovenia y Usora (Bosnia). En 1463, el rey Matías Corvino creó el bánato de Jajce y Srebrenica, y en 1469 la capitanía militar de Senj a usanza de las capitanías otomanas del eyalato de Bosnia. Todas estas medidas pretendían reforzar las defensas frente a amenazas provenientes de los Balcanes, pero fracasaron. 
Tras 1526, la Casa de Austria asumió el trono del Reino de Hungría (que incluía el de Croacia, y el emperador Fernando I prometió al Parlamento croata que aportaría 200 caballeros y 200 infantes y que pagaría otros 800 jinetes para sumarse a las fuerzas croatas. Pronto el Imperio Habsburgo fundó otra capitanía en Bihać, medida que se mostró inefectiva cuando los turcos desbarataron en 1529 las defensas fronterizas, capturando Buda, asediando Viena y dejando a Croacia en el caos.
En 1553, las tierras fronterizas fueron reorganizadas bajo el mando del comandante Iván Lenković. La frontera fue dividida entre la Krajina croata (Krabatische Gränitz) y la Alta Krajina eslavona (Windische, Oberslawonische Gränitz). La frontera con el Imperio otomano en la línea Senj-Otočac-Slunj-Glina-Hrastovica-Sisak-Ivanić-Križevci-Đurđevac fue fortificada, con fortificaciones principales, en las que se fundaron nuevas capitanías, como Ogulin, Hrastovica, Žumberak, Koprivnica, Križevci, Ivanić... y numerosos fuertes menores que albergaban a infantería pesada alemana e infantería ligera croata. Los fuertes mayores incluían caballería pesada germana y caballería ligera croata.
Los gastos militares eran cuantiosos, y el Congreso de las Tierras de Austria Interior de Bruck an der Mur en 1578 definió las obligaciones de cada territorio para la defensa. Así, la nobleza de Estiria financió la Frontera Eslavona mientras que las demás (Baja Austria, Alta Austria, Carniola, Carintia y Salzburgo) pagaron la parte croata.
A pesar del apoyo financiero de la nobleza de Austria Interior, las finanzas de la Frontera Militar no eran buenas. El alto mando de Graz decidió probar otras alternativas a las tropas mercenarias, pasando en la década de 1630 a ofrecer tierras y privilegios en la frontera a inmigrantes (como los uskok, guerrillas y refugiados de las tierras ocupadas por los turcos) en la zona de Žumberak a cambio de su servicio en el ejército imperial. Para evitar la despoblación de las expuestas tierras fronterizas, se otorgó la libertad a los campesinos de la región, frente al régimen de servidumbre de otras tierras. Estas nuevas unidades se organizaron en más de diez voivodanatos por capitanía.
En noviembre de 1630, el Emperador proclamó el Statuta Wallachorum o Estatuto de Valaquia, regulando el estatus de los colonos de Valaquia (incluyendo eslavos como croatas, serbios o pueblos rumanos) y especificaba sus obligaciones civiles y militares. Por ese tiempo, la población de la frontera era ya una mezcla entre el pueblo croata autóctono e inmigrantes de Serbia y Valaquia. 
Esta nueva clase militar se convirtió, pues, en independiente del Banato de Croacia y del Parlamento Croata, dado el alto número de refugiados de otros países, especialmente serbios. Esta mezcla heterogénea de pueblos recibió libertad de credo, a pesar de que el país era católico. Con el tiempo, la población de la frontera se convirtió en un estamento militar, hasta aun después de la desaparición del dominio turco.
Hacia el final del siglo XVI, la Krajina Croata pasó a ser conocida como el generalato de Karlovac, y durante la década de 1630 la Alta Krajina Eslavonia fue conocida como el generalato de Varaždin. Durante los siglos XVII y XVIII, el gobierno de la frontera pasó del gobernador del Banato de Croacia y del Sabor (Parlamento) al mando directo de Carlos VI de Alemania y del Consejo de Guerra de Graz.

### Tras la Gran Guerra con los turcos y el Tratado de Karlowitz
El siglo XVII fue relativamente pacífico, sin más agresiones que pequeñas incursiones desde Bosnia. Tras la Batalla de Viena de 1683, que supuso la derrota otomana en la Gran Guerra Turca, se reconquistaron la mayoría de las tierras del antiguo reino de Croacia. Sin embargo, el sistema fronterizo, lejos de desaparecer, se amplió con la Baja Eslavonia, Srem, Bačka y el Bánato. El Imperio valoraba el poder mantener el control central de la región con una amplia presencia militar a tan bajo coste.
Tras el Tratado de Karlowitz de 1699, se creó una unidad llamada Serežan, con tareas militares y policíacas. Sus miembros no percibían salario, pero estaban extentos de impuestos. Como milicia irregular, carecían de uniforme. En el siglo siguiente, cada regimiento incorporó un destacamento de serežani, dirigido por un oberbaša o harambaša (sargento), varios unterbaša y vicebaša (cabos). Estos constituían las patrullas fronterizas, particularmente en terrenos difíciles, y se ocupaban de los bandidos. También mantenían el orden público en el distrito de su regimiento. Existieron además unidades de caballería serežan como escolta de oficiales, correo y fuerzas especiales.
Desde mediados del siglo XVIII, la Frontera volvió a ser reorganizada según la estructura del ejército imperial y dividida en regimientos. En 1737, se abolió el Estatuto de Valaquia. Todas las capitanías y voidovinatos preexistentes fueron anulados y la región se dividió en Comandancias Generales, Regimientos y compañías:
- Varaždin: Comandancia General
  - Križevci: regimiento
  - Đurđevac: regimiento
- Karlovac: Comandancia General
  - Lika: regimiento
  - Otočac: regimiento
  - Ogulin: regimiento
  - Slunj: regimiento
- Zagreb: Comandancia General
  - Glina: regimiento
  - Petrinja: regimiento
- Eslavonia: Comandancia General
  - Gradiška: regimiento
  - Brod: regimiento
  - Petrovaradin: regimiento
- Bánato: Comandancia General
  - Sector serbio
  - Sector alemán
  - Sector rumano

Desde 1767, uno de cada doce habitantes de la Frontera Militar era soldado, mientras que la media del resto del país era de uno cada sesenta y dos. Los soldados de la frontera se habían convertido en un cuerpo profesional, preparado y disponible para participar en cualquier batalla de Europa. Debido a la llegada masiva de inmigrantes y refugiados de las provincias turcas y a la expansión hacia tierras otomanas, la población se mezcló aún más. Había numerosos croatas autóctonos de Eslavonia y Voivodina (Srem/Srijem y Bačka), así como serbios en Srem/Srijem, Bačka y el bánato, pero habían quedado sobrepasados por los refugiados/inmigrantes croatas, serbios y rumanos. Los alemanes y magiares también acudieron al territorio, pero generalmente como personal administrativo. Checos, eslovacos, ucranianos y otros pueblos de los dominios de los Habsburgo inmigraron igualmente hacia el territorio. Según datos de 1790, la población de la frontera militar estaba formada por un 42,2% de serbios, un 35,5% de croatas, un 9,7% de rumanos, un 7,5% de húngaros y un 4,8% de alemanes.
En 1787, la administración civil fue separada de la militar, pero dicho cambio fue anulado en 1800. Por la Ley Básica de la Frontera Militar de 1850, la administración de la frontera militar fue dividida y la tierra se transformó en un Estado del Imperio Habsburgo. El mando central del ejército se instaló en Zagreb, aunque aún dependiendo directamente del Ministerio de Guerra en Viena.
El Parlamento croata realizó repetidas peticiones para desmilitarizar la zona tras el fin de las guerras con los turcos. Finalmente, esta comenzó en 1869, terminando oficialmente con la abolición de la Krajina Bánata y su incorporación al Reino de Hungría el 8 de agosto de 1873 bajo Francisco José I, así como la incorporación de parte de la Krajina Croata (Križevci y Đurđevac) en el Reino de Croacia-Eslavonia. Los últimos trozos de la Krajina Croata y la Krajina Eslavona fueron otorgados al mismo reino el 15 de julio de 1881, efectuándose el traspaso en 1882.

## Divisiones
Durante los siglos XVIII y XIX la frontera fue dividida en varios distritos:

### Krajina del Danubio
Esta sección de la frontera militar existió en la primera mitad del siglo XVII y comprendía partes del sur de Bačka (incluyendo Palanka, Petrovac, Petrovaradinski Šanac, Titel, etc.) y del norte de Syrmia (inclusive Petrovaradin, Šid, etc.). Tras la abolición de esta sección, parte de su territorio fue desmilitarizado y parte incorporado a otros distritos de la Frontera.

### Krajina del Tisa
Esta sección de la frontera militar existió entre 1702 y 1751 y abarcaba partes del noreste de Bačka (Sombor, Subotica, Kanjiža, Senta, Bečej, etc.). Tras su abolición, la mayoría del territorio quedó bajo jurisdicción civil, si bien una pequeña zona siguió siendo parte del Batallón Šajkaš.

### Krajina del Mureş
Esta sección de la Frontera Militar existió entre 1702 y 1751 y comprendía la región de Pomorišje (Arad, Novi Kneževac y Szeged en la orilla norte del río Mureş). Tras su disolución se integró en el territorio civil.

### Krajina del Sava
Durante la primera mitad del siglo XVIII existió este distrito a lo largo del río Sava.

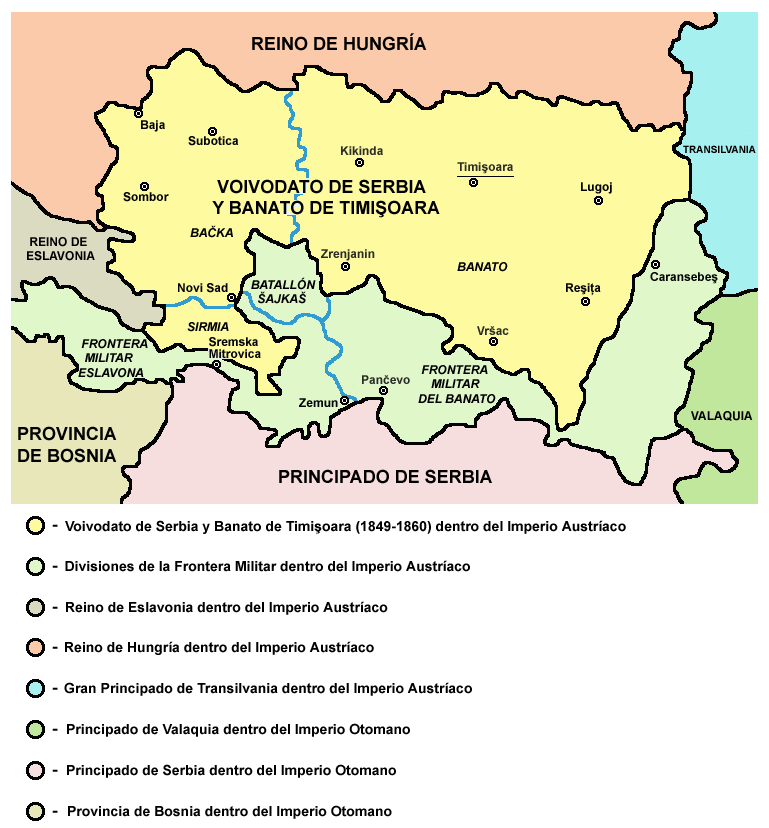
Mapa de la Frontera Militar bánata de 1849

### Krajina bánata
La Krajina bánata se hallaba en la frontera serbio-rumana. 
Se encontraba subdividida en las secciones serbia, alemana y (Volksdeutscher) y rumana.

### Krajina eslavona

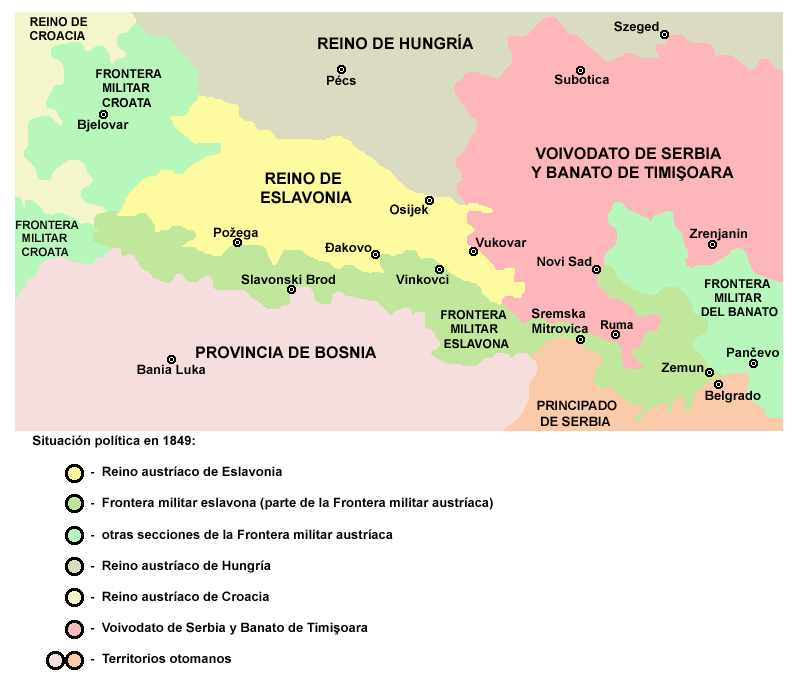
Krajina eslavona en 1849.

La Krajina eslavona abarcaba Posavina, desde la Croacia oriental, siguiendo el río Sava por la frontera con Bosnia y Serbia hasta Syrmia, y Zemun (cerca del Danubio, hoy Belgrado). Su extremo norte llegaba hasta Petrovaradin.

### Krajina croata
La Krajina croata se localizaba en la frontera entre Croacia y Bosnia, incluyendo Lika, Kordun y Banovina y bordeando el Mar Adriático al este, la República de Venecia al sur y el Imperio otomano al este. Se extendía hasta la Krajina eslavona, con el límite en el río Sava.

### Batallón Šajkaš
El batallón Šajkaš fue una pequeña división de la frontera creada en 1763 con partes de las desaparecidas secciones del Danubio y Tisa. En 1852, se transformó en el batallón de infantería Titel. Fue disuelto en 1873 e incorporado al Condado de Bačka-Bodrog (Sombor).

## Legado
Tras la declaración de independencia de Croacia (1991), la minoría serbia del país, concentrada principalmente en la región de la antigua Frontera Militar (Vojna Krajina) adoptó el nombre de República de la Krajina Serbia, a pesar de incluir solo una parte de la antigua frontera y de incorporar zonas que nunca estuvieron en la misma. Durante la Operación Tormenta, emprendida por las fuerzas croatas durante más de 48 horas, en el marco de las Guerras de Croacia, aproximadamente 250 000 serbios que habitaban en la Krajina fueron expulsados forzosamente y desposeídos de todas sus propiedades.